# Табатабаи, Мухаммад Хусейн
Мухаммад Хусейн Табатабаи (перс. محمد حسین طباطبایی‎), известный также как Алламе Табатабаи (1892, Тебриз — 15 ноября 1981, Тегеран) — иранский аятолла, шиитский богослов в четырнадцатом поколении, философ, комментатор Корана, автор тафсира «аль-Мизан». Особого титула «Алламе» Табатабаи был удостоен за свою глубокую учёность.

## Биография
Аятолла сейид Мухаммад Хусейн Табатабаи родился в Тебризе в 1903 году (1321 г. лунной хиджры или 1282 г. солнечной хиджры) в семье шиитских учёных-богословов, потомков исламского пророка Мухаммеда.
Своё начальное исламское образование Табатабаи получил в родном городе, усвоив базовые знания в области арабского языка и исламских богословских дисциплин. В возрасте около 20 лет Табатабаи отправился в священный для шиитов город ан-Наджаф, чтобы продолжить своё обучение в знаменитой наджафской хаузе. В ан-Наджафе Табатабаи изучал исламское право (фикх) и основы шиитской юриспруденции (усуль аль-фикх) у таких авторитетных шиитских богословов того времени, как Мирза Мухаммад Хусейн Наини и шейх Мухаммад Хусейн Исфахани.
Помимо изучения традиционного набора исламских дисциплин, преподаваемых в хаузе, Табатабаи также постигал основы теоретического и практического ирфана — исламского гнозиса. Его наставником на этом пути стал великий гностик Мирза аль-Кади.
После завершения курса своего обучения в ан-Наджафе в 1935 г. аятолла Табатабаи вернулся в родной Тебриз и несколько лет преподавал там исламские науки небольшой группе своих учеников. Тем не менее, слава о нём быстро распространилась по всему Ирану.
В 1945 г. в связи с событиями Второй мировой войны аятолла Табатабаи переехал из Тебриза в священный город Кум, являющийся крупнейшим центром шиитского знания в мире. В Куме Табатабаи начал преподавать тафсир — комментарии к Корану, а также традиционную исламскую философию и ирфан. В частности, заслугой Алламе Табатабаи является введение в учебное расписание кумской хаузы курса преподавания философской системы Муллы Садра. В ходе своей преподавательской деятельности аятолла Табатабаи также часто посещал Тегеран. В частности, у него было там некоторое количество учеников, которых он обучал в рамках современной, а не традиционной системы образования.
В последние годы своей жизни Алламе Табатабаи инициировал проведение ряда научно-исследовательских и учебных сессий совместно с Анри Корбеном и Сейидом Хоссейном Насром, в ходе которых они обсуждали классические тексты по ирфану и гнозису. Сейед Хоссейн Наср назвал эти штудии компаративным гнозисом, ибо в ходе каждой из этих сессий участники исследовали сакральные тексты какой-либо из крупнейших мировых религий, уделяя особое внимание сочинениям мистического и гностического содержания. Так, в зоне рассмотрения попали «Дао дэ цзин», «Упанишады» и «Апокалипсис» Иоанна Богослова, и эти тексты сопоставлялись с суфийскими и в целом исламскими гностическими доктринами.

## Роль в истории исламской мысли
Предметом особого исследовательского интереса для Алламе Табатабаи был марксизм, коммунизм и диалектический материализм, который он критиковал с позиций традиционной исламской философии. В частности, этой теме аятолла Табатабаи посвятил один из своих главных трудов — «Усул-е фалсафа ва равиш-е реализм» («Основания философии и метод реализма»), в котором он защищал реализм в противовес диалектическим системам.
Табатабаи также является автором объёмного комментария к «Асфар аль-арба’а» — важнейшему сочинению Муллы Садра. Другими важными работами аятоллы Табатабаи по исламской философии и ирфану являются труды «Бидайат аль-хикма» («Начало мудрости») и «Нихайат аль-хикма» («Завершение мудрости»).
С другой стороны, аятолла Табатабаи написал ряд ценных трудов по шиизму, такие, как двадцатитомный тафсир «Аль-Мизан» и двухтомник «Шиитская антология», включающая в себя развёрнутые сведения по истории шиизма, хадисы пророка Мухаммада и шиитских имамов о таухиде — исламском единобожии, а также мольбы шиитских имамов и письмо имама Али ибн Абу Талиба Малику аль-Аштару, изначально являющееся частью свода его проповедей, писем и афоризмов «Нахдж аль-балага» — данное послание содержит в себе наставление правителю относительно того, каким образом необходимо соблюдать справедливость в отношении народа и подданных.
Алламе Табатабаи оказал существенное влияние как на традиционные богословские круги хаузы, так и на светские среды в Иране. Он стремился создать новую интеллектуальную элиту из числа представителей образованных слоёв иранского общества, которых он старался ознакомить с исламской философией и интеллектуальной традицией, сопоставленной им с наиболее влиятельными течениями в мировой мысли XX столетия. Этим путём последовали и некоторые его ученики из богословских кругов — такие, как сейид Джалаладдин Аштияни из Университета Мешхеда и Муртаза Мутаххари из Тегеранского университета.

## Работы, издававшиеся на русском языке
- Табатабаи Алламе. Тайны исламского монотеизма. — Исток, 2010. — 144 с. — ISBN 978-5-8493-0114-3.